# Бубка Сергій Назарович

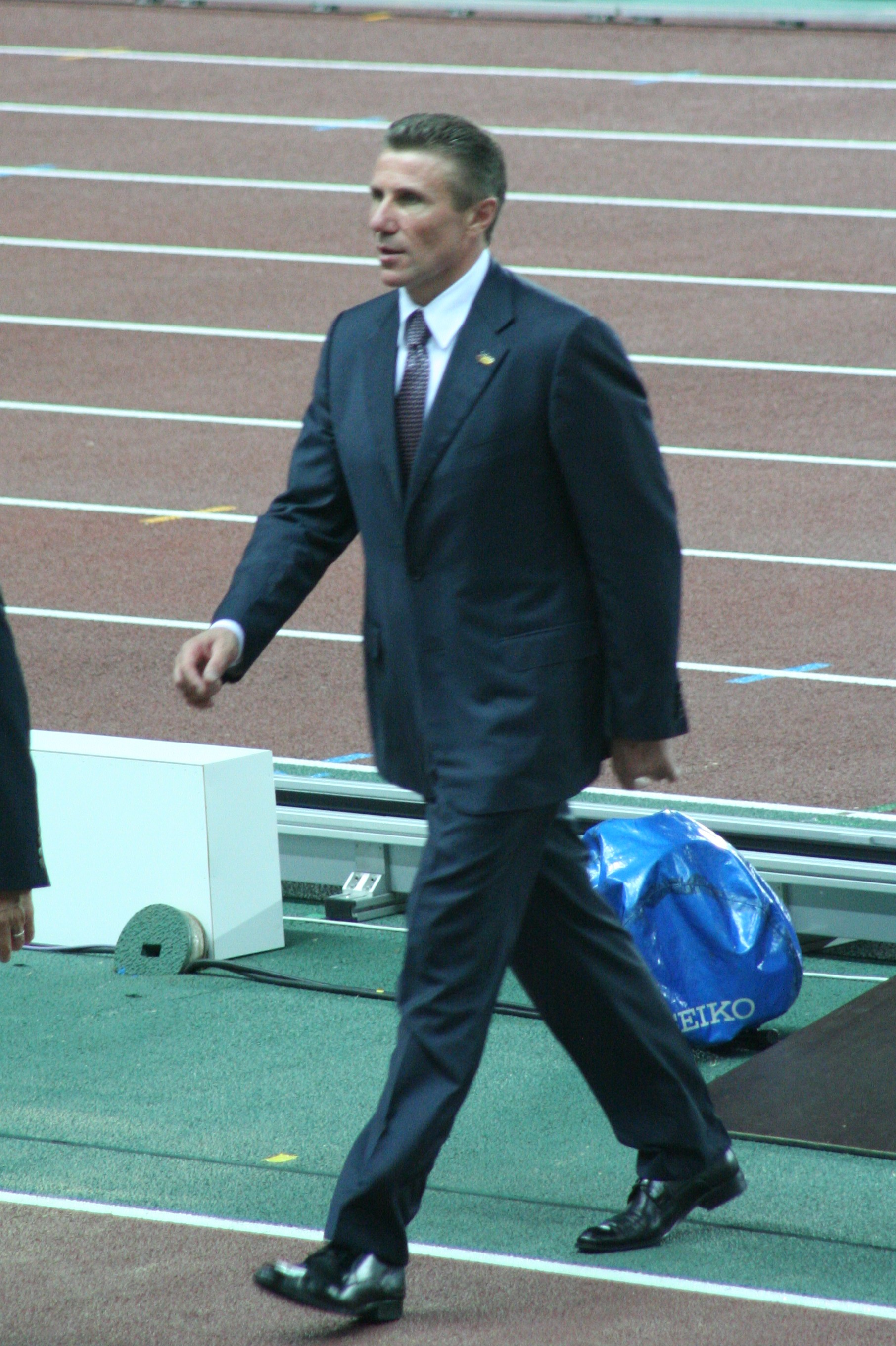
Сергій Бубка

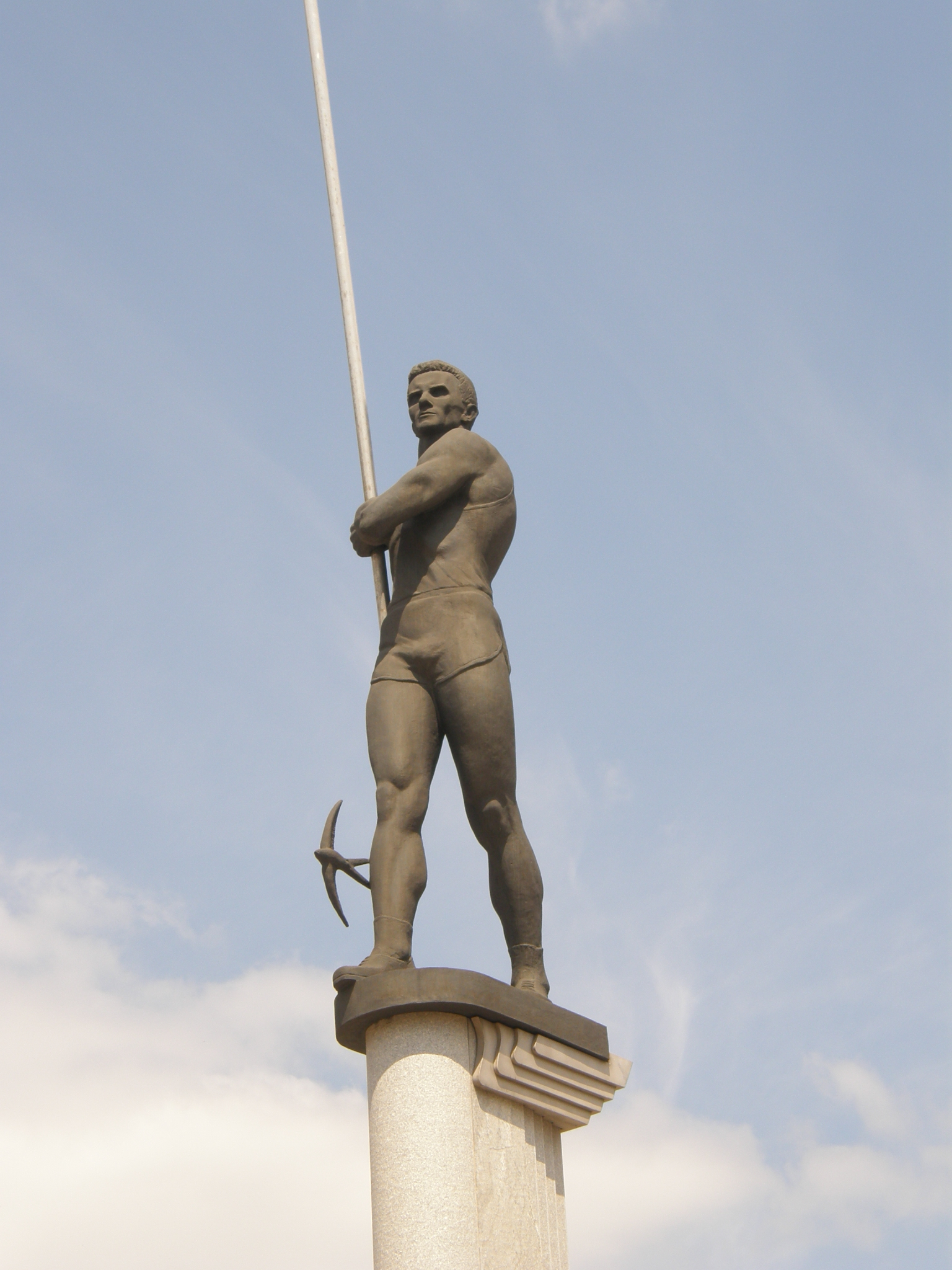
Пам'ятник Сергію Бубці в Донецьку

Сергі́й Наза́рович Бу́бка (4 грудня 1963, Кам'янобрідський район, Луганськ) — радянський та  український легкоатлет (стрибки із жердиною). Олімпійський чемпіон, чемпіон світу і Європи. Встановив 35 світових рекордів. З 2005 до 2022 року — президент Національного олімпійського комітету України.
Заслужений майстер спорту України, заслужений майстер спорту СРСР, доктор наук з фізичного виховання і спорту (2014). Чемпіон спорту ЮНЕСКО. Герой України (2001), кавалер ордена «За заслуги» I, II ступеня (1997, 1999), ордена князя Ярослава Мудрого III, IV, V ступеня (2008, 2011, 2012) та ордена Свободи (2021).
З 2015 р. — перший віце-президент IAAF. Має старшого брата — Василя Бубку. Онук племінниці митрополита Іларіона (Огієнка).

## Життєпис
Випускник КДІФКу.
Стрибками із жердиною почав займатися у 1974 р. Його першим тренером був Віталій Опанасович Петров, заслужений тренер СРСР, а пізніше його тренували Євген Родіонович Волобуєв, Аркадій Георгійович Шквира.
У десять років вже обрав своєю спортивною спеціальністю стрибки із жердиною, та навчався в дитячих спортивних школах Луганська і Донецька. Після того, як у 1981 р. став срібним призером на чемпіонаті СРСР серед дорослих пішов нинішній шквал його переможних виступів і рекордів, — рахунок тільки рекордів світу йшов на десятки.
13 липня 1985 р. на паризькому стадіоні він подолав небувалий рубіж — 6 метрів. Авторитетні спортивні фахівці вважали, що стрибок Бубки ознаменував початок «нової ери» у стрибках із жердиною. Журналісти писали ще більш захоплено: «Бубка — на шостому небі», «Бубка летить над Парижем», «Стрибок у XXI сторіччя», «Бубка — надлюдина жердини», «Легкоатлетичний космос підкорено». Спортивним уболівальникам запам'яталася драматична дуель двох видатних радянських спортсменів Сергія Бубки і Родіона Гатауліна на Іграх доброї волі в Москві в 1986 р. її виграв з черговим світовим рекордом 6,01 м Сергій Бубка, причому його стрибок був феноменальним — із запасом над планкою на 20-25 см. Вручаючи йому золоту медаль Ігор доброї волі, президент Міжнародного Олімпійського комітету Хуан Антоніо Самаранч з усмішкою зауважив, що, коли йому трапиться така можливість, він залюбки готовий повторити цю приємну процедуру і на інших Іграх — Олімпійських.
Як виявилося згодом, ці слова стали пророчими — Сергій Бубка здобув золото на Олімпіаді в Сеулі. Особисті досягнення Бубки суттєво підвищили престиж стрибків із жердиною. Завдяки його виступам Міжнародній федерації легкої атлетики вдалося збільшити річний бюджет з 50 тис. доларів до декількох сотень мільйонів.
Рух ЧЕСНО додав Бубку, який торгує з окупантами, до реєстру зрадників.

## Найбільші перемоги
- Олімпійський чемпіон 1988 р. (Сеул)
- Чемпіон світу 1983 р. (Гельсінкі), 1987 р. (Рим), 1991 р. (Токіо), 1993 р. (Штутгарт), 1995 р. (Ґетеборг), 1997 р. (Афіни).
- Чемпіон світу у приміщенні 1985 р. (Париж), 1987 р. (Індіанаполіс), 1991 р. (Севілья), 1995 р. (Барселона).
- Переможець змагань на Кубок світу 1985 р., чемпіон Європи 1986 р.
- Переможець змагань на Кубок Європи 1985 р.
- Чемпіон Європи в приміщенні 1985 р.
- Переможець гран-прі IAAF у стрибках із жердиною, переможець гран-прі IAAF серед усіх видів 1991 р., 1993 р.
- Чемпіон СРСР 1984 р.

## Досягнення
Має вищу освіту, яку здобув у Київському інституті фізичної культури, на спортивному факультеті. У 2001 р. захистив кандидатську дисертацію «Формування індивідуальних здібностей студентів у процесі фізичного виховання» в Інституті проблем виховання Академії педагогічних наук України.
Тричі визнавався найкращим спортсменом світу: «Чемпіон чемпіонів» (1997 р., газета «Екіп», Франція); переможець в номінації «За видатну кар'єру» (2000 р., IAAF).
Рекордсмен національного рейтингу Десятки найкращих спортсменів України за кількістю перемог і потраплянь до десяток (6 і 14 відповідно).
За заслуги в спорті Сергія Бубку було нагороджено орденами СРСР: Трудового Червоного Прапора, Леніна, нагородами України: Почесною відзнакою Президента України (лютий 1994 р.), орденом «За заслуги» II ст. (серпень 1997 р.), I ст. (лютий 1999 р.), орденом князя Ярослава Мудрого V ст. (2008), IV ст. (2011) та III ст. (24 серпня 2012), орденом Свободи (23 серпня 2021).
Нагороджений Почесною грамотою Кабінету Міністрів України (2003).
За визначні спортивні досягнення, особисті заслуги в піднесенні міжнародного авторитету України 4 лютого 2001 року Сергію Бубці присвоєно звання Героя України з врученням ордену Держави.
Заслужений майстер спорту України (1993) — отримав першим в Україні.
Чемпіон спорту ЮНЕСКО (2003)
1991 року за видатні досягнення в спорті отримав міжнародну Премію Принца Астурійського, Іспанія (ісп. Premio Príncipe de Asturias de los Deportes)
2008 року отримав Laureus World Sports Awards у номінації Досягнення всього життя
Орден Національного олімпійського комітету  Білорусі (2006)
Почесний доктор Донецького національного університету
Почесний доктор Національної спортивної академії Болгарії
Почесний громадянин міста Донецька (1993), міста Луганська (2008), Донецької області, Ріо-де-Жанейро (Бразилія), Братислави (Словаччина), Падуї (Італія) та Абано Терме (Італія).
1999 року в Донецьку встановлено пам'ятник Сергію Бубці.
Занесений до Книги рекордів Гіннеса за найбільшу кількість світових досягнень у легкоатлетичному спорті.
2012 року обраний Членом Зала Слави IAAF.

## Рекорди
Сергій Бубка 35-разовий рекордсмен світу.
Він бив рекорди:
 на літніх змаганнях 17 разів:
- 5.85 м — Братислава, 1984 р.
- 5.88 м — Сен-Дені, 1984 р.
- 5.90 м — Лондон, 1984 р.
- 5.94 м — Рим, 1984 р.
- 6.00 м — Париж, 1985 р.
- 6.01 м — Москва, 1986 р.
- 6.03 м — Прага, 1987 р.
- 6.05 м — Братислава, 1988 р.
- 6.06 м — Ніцца, 1988 р.
- 6.07 м — Шізуока, 1991 р.
- 6.08 м — Москва, 1991 р.
- 6.09 м — Формія, 1991 р.
- 6.10 м — Мальме, 1991 р.
- 6.11 м — Діжон, 1992 р.
- 6.12 м — Падуя, 1992 р.
- 6.13 м — Токіо, 1992 р.
- 6.14 м — Сестрієре, 1994 р.

  
у приміщенні — 18 разів:
- 5.81 м — Вільнюс, 1984 р.
- 5.82 м — Мілан, 1984 р.
- 5.83 м — Лос-Анджелес, 1984 р.
- 5.87 м — Осака, 1986 р.
- 5.92 м — Москва, 1986 р.
- 5.94 м — Лос-Анджелес, 1986 р.
- 5.95 м — Нью-Йорк, 1986 р.
- 5.96 м — Осака, 1987 р.
- 5.97 м — Турин, 1987 р.
- 6.03 м — Осака, 1989 р.
- 6.05 м — Донецьк, 1990 р.
- 6.08 м — Волгоград, 1991 р.
- 6.10 м — Сан-Себастьян, 1991 р.
- 6.11 м — Донецьк, 1991 р.
- 6.12 м — Гренобль, 1991 р.
- 6.13 м — Берлін, 1992 р.
- 6.14 м — Лівін, 1993 р.
- 6.15 м — Донецьк, 1993 р.

Рекорд Сергія Бубки для змагань у приміщенні протримався майже 21 рік (21 лютого 1993 — 15 лютого 2014: 20 років, 359 днів або 7 664 дні).
Рекорд на 1 см перевершив 15 лютого 2014 року на змаганнях «Зірки жердини» (Донецьк) французький легкоатлет Рено Лавіллені, який стрибнув на висоту 6 м 16 см. Сергій Бубка спостерігав за змаганнями і щиро привітав нового рекордсмена.
17 вересня 2020 року рекорд Сергія Бубки для змагань просто неба через 26 років покращив на 1 см, стрибнувши на 6,15, шведський стрибун Арман Дюплантіс.

## Кроки в політиці

### Верховна Рада
Крім спортивної кар'єри пану Бубці вдалося зробити й кар'єру політичну. У травні 2002 р. пана Бубку було обрано Народним депутатом України 4-го скликання від блоку «За єдину Україну!». Сергій Назарович займав 12 місце у виборчому списку. У червні 2002 року він став членом фракції «Регіони України». Під час каденції:
- Член Комітету Верховної Ради України з питань молодіжної політики, фізичної культури, спорту і туризму
- Член групи з міжпарламентських зв'язків з Естонською Республікою

### Адміністрація президента
- Радник Президента України (9 квітня 2010 — 24 лютого 2014)

### Кабінет міністрів
- Головний радник прем'єр-міністра України зі спорту (2002—2005)[33]

- Радник віцепрем'єр міністра України у справах молоді, культури та спорту  (2006 — дотепер)[33][відсутнє в джерелі]

## Олімпійська кар'єра
23 червня 2005 став президентом Національного олімпійського комітету (НОК) України. Перебував на цій посаді більш, ніж 17 років, поки 17 листопада 2022 новим президентом НОК України не було обрано Вадима Гутцайта.
Член МОК з 1999 р.
Член виконкому МОК (2000—2008, 2012- дотепер).
Член Комісії Атлетів МОК (англ. IOC Athletes’ Commission) (1996—2002), Голова Комісії (2002—2008), з 2008 — Почесний член.
Член ради Міжнародної асоціації легкоатлетичних федерацій (англ. International Amateur Athletic Federation (IAAF) з 2001 р., Віце-президент — з 2007, переобраний віцепрезидентом у 2011 р.
Член Ради Асоціації літніх міжнародних олімпійських федерацій (англ. The Association of Summer Olympic International Federations (ASOIF)) (2009 — дотепер).
Голова Координаційної комісії чемпіонату світу в Москві 2013.
Член Виконкому Федерації легкої атлетики України (ФЛАУ).
Член Академії Laureus World Sports.
Сергій Бубка засновник і президент спортивного клубу ім. С. Бубки (Донецьк) (1992—2002), почесний президент (2002 — дотепер).
З 1990 року під керівництвом С. Н. Бубки проводяться щорічні міжнародні змагання серед найсильніших атлетів світу зі стрибків із жердиною «Зірки жердини» (Донецьк).
У серпні 2015 року обраний віцепрезидентом Міжнародної асоціації легкоатлетичних федерацій на конгресі IAAF в Пекіні (Китай).
У 2016 році активно виступив на захист Росії, у зв'язку з її можливим усуненням від участі в Літніх Олімпійських іграх 2016 у зв'язку з допінговим скандалом
4 серпня 2016 року Міжнародний олімпійський комітет (МОК) переобрав членом свого виконавчого комітету президента Національного олімпійського комітету України Сергія Бубку.

## Захоплення
Великий теніс, лижі, футбол, музика

## Родина
- Батько — Назар Васильович Бубка був старшиною ЗС СРСР (після 1972 — прапорщиком). Мати — Валентина Михайлівна Бубка була сестрою-господаркою в одній із міських поліклінік, мешкає у Луганську, поряд із 13-ю школою.
- Старший брат Василь Бубка (нар. 26 листопада 1960, Луганськ) теж стрибав із жердиною, був срібним призером на чемпіонаті Європи 1986 року, 1997 року завершив спортивну кар'єру, депутат Донецької обласної ради. Генеральний директор ТОВ Фірма «Монблан». Отримав громадянство РФ.
- Племінник Олександр Бубка (нар. 9 вересня 1986) теж стрибун із жердиною, за фахом фахівець із телекомунікаційних систем та мереж.
- Дружина Лілія Федорівна Бубка — тренер з художньої гімнастики.
- Сини Віталій Бубка (нар. 1985) та Сергій Бубка-молодший (нар. 10 лютого 1987), тенісисти.

## Скандал
У липні 2023 року кореспонденти Bihus.Info виявили, що Сергій Бубка є співвласником трьох компаній, що зареєстровані в Російській Федерації, а саме ТОВ Фірма «Монблан» (торгівля нафтопродуктами на території ДНР), ТОВ «Спортивний клуб Сергія Бубки» та ін.
За цим фактом пособництва державі-агресору СБУ України відкрила кримінальне провадження за ст. 111-2 КК України.
Міністр молоді та спорту України Вадим Гутцайт не засудив дії Сергія Бубки, а зазначив, що останній готує позов до суду, про спростування неправдивих даних.
Національний олімпійський комітет України жодним чином не відреагував на діяльність його члена. Натомість НОК намагається позбавити членства Владислава Гераскевича, який заявив, що на час розслідування Сергія Бубку слід виключити з НОК.

## Цікаві факти
У селі Іжевка Донецької області через співпрацю з ворогом перейменували вулицю Сергія Бубки на вулицю Василя Стуса.